# Hernán Quintanilla
Hernán Quintanilla Méndez (Rengo, Región del Libertador General Bernardo O'Higgins; 8 de agosto de 1938-Ib., 24 de diciembre de 2021), fue un profesor, actor, dramaturgo y escritor chileno.

## Biografía
Proveniente de una familia de artistas, Quintanilla comenzó su carrera escribiendo poesía siendo niño, y con el tiempo, fue obteniendo premios escolares y reconocimientos en las fiestas de la primavera. Por esos años, también escribía discursos fúnebres para amigos y familiares.
Se mudó a Santiago, donde cursó estudios de profesor normalista. Realizó estudios de teatro para docentes en la Universidad de Chile. En Santiago, participó en un concurso nacional de dramaturgia organizado por el Colegio de Periodistas de Chile, la Sociedad de Escritores, el Colegio de Profesores y la AFP Magister, donde obtuvo el primer lugar en la categoría juvenil con su obra «La siembra de una raza». En el mismo certamen, el premio en categoría infantil recayó en su amigo y coterráneo Manuel Gallegos, con la obra «¿Por qué el Pájaro Siete Colores tiene siete colores?». Ambas obras fueron publicadas en un libro editado por AFP Magister, con prólogo de Rubén Sotoconil, cofundador del teatro de la Universidad de Chile.
Posteriormente, incursiona en obras de teatro para niños representada por actores adultos. Entre estas, su obra «Mari Mari, Cacique Puma» fue dirigida por Daniel Muñoz, estrenándola en 1990 en el Teatro Antonio Varas de la Universidad de Chile. Respecto a su carrera actoral, Quintanilla protagonizó la película «Las dos caras de la moneda», dirigida por Daniel Muñoz. También actuó en el filme Historias de Fútbol (1997), de Andrés Wood, y en series de televisión como Mea Culpa, El Día Menos Pensado y Noche de Juegos.
Tras jubilar como director de una escuela santiaguina, Quintanilla regresó a su natal Rengo, donde se dedicó a la dirección de talleres teatrales escolares y a la dirección de la compañía de teatro municipal. Así, nacieron un buen número de obras, tales como «La Épica del Nano y la Katy», «De Vinos y Amor Ardiente»; la adaptación en décimas del entremés «La Guarda Cuidadosa» de Miguel de Cervantes; «El cornudo, apaleado y contento», adaptación libre de la comedia original de Alejandro Casona, entre otras, además de sus cantatas, trabajos audiovisuales y programas radiales. Buena parte de sus obras de teatro escolar fueron compiladas en su libro “Teatro para jóvenes”, bajo el sello de Editorial Aguamar. En septiembre de 2021 estrenó la obra «Cantata a Rengo», en homenaje a su ciudad natal,  dirigida por el compositor Rodrigo Ávalos Tagle.

### Muerte
Falleció el 24 de diciembre de 2021 producto de un cáncer, a los 83 años de edad. Su responso fúnebre se efectuó en el Teatro Municipal de dicha ciudad y su funeral fue en la Basílica Santa Ana.

## Premios y reconocimientos
Hernán Quintanilla obtuvo en 1989 el Premio Nacional de Obras de Teatro Juvenil.
El 17 de septiembre de 2018, la Municipalidad de Rengo le otorgó el título de hijo ilustre de la comuna; asimismo, se decidió rebautizar el Teatro Municipal de Rengo con su nombre.